# Juan Rodríguez
Juan Rodríguez Vega, ou simplesmente Juan Rodríguez, (Santiago, 16 de janeiro de 1944 – Santiago, 1 de setembro de 2021) foi um futebolista chileno.

## Carreira
Rodríguez atuou em 179 partidas pela Universidad de Chile, com a qual conquistou quatro campeonatos nacionais. Também jogou pelo Atlético Español que venceu a Liga dos Campeões da CONCACAF.
Competiu na Copa do Mundo FIFA de 1974, sediada na Alemanha.

## Morte
Rodríguez morreu em 1 de setembro de 2021, aos 77 anos de idade, de complicações da pancreatite e do câncer de fígado.